# Победници европских првенстава у атлетици у дворани — седмобој
Освајачи медаља на европским првенствима у атлетици у дворани у дисциплини седмобој, која је у програму од 26. Европског првенства у дворани одржаном 1992. у Ђенови, приказани су у следећој табели. Постигнути резултати су приказни у укупном збиру сакупљених поена након седам окончаних атлетских дисциплина.
Најуспешнији појединац, после 16 европских првенстава, је Роман Шебрле из Чешке са три освојене златне медаље, једном сребрном и две бронзане. Од земаља најуспешнији је Совјетски Савез са укупно 15 медаља од чега 5 златних, 2 сребрне и 8 бронзаних.
Рекорд европских првенстава у седмобоју у дворани држи Сандер Скотхајм из Норвешке са 6.558 освојених поена. Овај резултат, који је уједно и Европски рекорд у дворани у седмобоју, Скотхајм је остварио на Европском првенству у дворани у Апелдорну 2025.

## Освајачи медаља на европским првенствима у дворани
| ЕП                    |                               | Резултат      |                                    | Резултат |                                    | Резултат |
| Ђенова 1992           | Кристијан Плазије · Француска | 6.418 СР, РЕП | Роберт Змелик · Чехословачка       | 6.118    | Антонио Пеналвер · Шпанија         | 6.062    |
| Париз 1994            | Кристијан Плазије · Француска | 6.268         | Хенрик Дагард · Шведска            | 6.119    | Алан Блондел · Француска           | 6.084    |
| Стокхолм 1996         | Ерки Нол · Естонија           | 6.188         | Томаш Дворжак · Чешка              | 6.114    | Јон Арнар Магнусон · Исланд        | 6.069    |
| Валенсија 1998        | Себастијан Хмара · Пољска     | 6.415         | Дежо Сабо · Мађарска               | 6.249    | Лев Лободин · Русија               | 6.226    |
| Гент 2000 детаљи      | Томаш Дворжак · Чешка         | 6.424 ЕР, РЕП | Роман Шебрле · Чешка               | 6.271    | Ерки Нол · Естонија                | 6.200    |
| Беч 2002 детаљи       | Роман Шебрле · Чешка          | 6.280         | Томаш Дворжак · Чешка              | 6.165    | Ерки Нол · Естонија                | 6.084    |
| Мадрид 2005 детаљи    | Роман Шебрле · Чешка          | 6.232         | Александр Погорелов · Русија       | 6.111    | Роланд Шварцл · Аустрија           | 6.064    |
| Бирмингем 2007 детаљи | Роман Шебрле · Чешка          | 6.196         | Александр Погорелов · Русија       | 6.127    | Андреј Краучанка · Белорусија      | 6.127    |
| Торино 2009 детаљи    | Мик Пахапил · Естонија        | 6.362         | Олексиј Касјанов · Украјина        | 6.205    | Роман Шебрле · Чешка               | 6.142    |
| Париз 2011 детаљи     | Андреј Краучанка · Белорусија | 6.282         | Надир Ел Фаси · Француска          | 6.237    | Роман Шебрле · Чешка               | 6.178    |
| Гетеборг 2013 детаљи  | Елко Синтниколас · Холандија  | 6.372         | Кевин Мајер · Француска            | 6.297    | Михаил Дудаш · Србија              | 6.099    |
| Праг 2015 детаљи      | Иља Шкурењов · Русија         | 6.353         | Артур Абеле · Немачка              | 6.279    | Елко Синтниколас · Холандија       | 6.185    |
| Београд 2017 детаљи   | Кевин Мајер · Француска       | 6.479 ЕР, РЕП | Хорхе Урења · Шпанија              | 6.227    | Адам Хелцелет · Чешка              | 6.110    |
| Глазгов 2019 детаљи   | Хорхе Урења · Шпанија         | 6.218         | Тим Дакворт · Уједињено Краљевство | 6.156    | Иља Шкурењов · Неутрални атлетичар | 6.145    |
| Торуњ 2021 детаљи     | Кевин Мајер · Француска       | 6.392         | Хорхе Урења · Шпанија              | 6.158    | Павел Виесиолек · Пољска           | 6.133    |
| Истанбул 2023 детаљи  | Кевин Мајер · Француска       | 6.348         | Сандер Скотхајм · Норвешка         | 6.318    | Ристо Лилимец · Естонија           | 6.079    |
| Апелдорн 2025 детаљи  | Сандер Скотхајм · Норвешка    | 6.558 ЕР, РЕП | Симон Ехамер · Швајцарска          | 6.506    | Тил Штајнфорт · Немачка            | 6.388    |
| Валенсија 2027        |                               |               |                                    |          |                                    |          |

## Биланс медаља
| Ранг | Држава               |    |    |    |    |
| ---- | -------------------- | -- | -- | -- | -- |
| 1.   | Француска            | 5  | 2  | 1  | 8  |
| 2.   | Чешка                | 4  | 3  | 3  | 10 |
| 3.   | Естонија             | 2  | 0  | 3  | 5  |
| 4.   | Шпанија              | 1  | 2  | 1  | 4  |
| 4.   | Русија               | 1  | 2  | 1  | 4  |
| 6.   | Норвешка             | 1  | 1  | 0  | 2  |
| 7.   | Пољска               | 1  | 0  | 1  | 2  |
| 7.   | Белорусија           | 1  | 0  | 1  | 2  |
| 7.   | Холандија            | 1  | 0  | 1  | 2  |
| 10.  | Немачка              | 0  | 1  | 1  | 2  |
| 11.  | Чехословачка         | 0  | 1  | 0  | 1  |
| 11.  | Шведска              | 0  | 1  | 0  | 1  |
| 11.  | Мађарска             | 0  | 1  | 0  | 1  |
| 11.  | Украјина             | 0  | 1  | 0  | 1  |
| 11.  | Уједињено Краљевство | 0  | 1  | 0  | 1  |
| 11.  | Швајцарска           | 0  | 1  | 0  | 1  |
| 17.  | Исланд               | 0  | 0  | 1  | 1  |
| 17.  | Аустрија             | 0  | 0  | 1  | 1  |
| 17.  | Србија               | 0  | 0  | 1  | 1  |
| 17.  | Неутрални атлетичари | 0  | 0  | 1  | 1  |
|      | Укупно (20)          | 17 | 17 | 17 | 51 |

| Ранг | Атлетичар           | Држава                       |   |   |   |   |
| ---- | ------------------- | ---------------------------- | - | - | - | - |
| 1.   | Роман Шебрле        | Чешка                        | 3 | 1 | 2 | 6 |
| 2.   | Кевин Мајер         | Француска                    | 3 | 1 | 0 | 4 |
| 3.   | Кристијан Плазије   | Француска                    | 2 | 0 | 0 | 2 |
| 4.   | Томаш Дворжак       | Чешка                        | 1 | 2 | 0 | 3 |
| 4.   | Хорхе Урења         | Шпанија                      | 1 | 2 | 0 | 3 |
| 6.   | Сандер Скотхајм     | Норвешка                     | 1 | 1 | 0 | 2 |
| 7.   | Ерки Нол            | Естонија                     | 1 | 0 | 2 | 3 |
| 8.   | Андреј Краучанка    | Белорусија                   | 1 | 0 | 1 | 2 |
| 8.   | Елко Синтниколас    | Холандија                    | 1 | 0 | 1 | 2 |
| 8.   | Иља Шкурењов        | Русија · Неутрални атлетичар | 1 | 0 | 1 | 2 |
| 11.  | Александр Погорелов | Русија                       | 0 | 2 | 0 | 2 |